# Bibiane Schoofs
| jaar | rang enkelspel | rang dubbelspel |
| ---- | -------------- | --------------- |
| 2005 | 875            | 637             |
| 2006 | 989            | –               |
| 2007 | 937            | –               |
| 2008 | 434            | 548             |
| 2009 | 640            | 557             |
| 2010 | 488            | 538             |
| 2011 | 160            | 799             |
| 2012 | 204            | 624             |
| 2013 | –              | 1016            |
| 2014 | 596            | –               |
| 2015 | 635            | 940             |
| 2016 | 574            | –               |
| 2017 | 203            | 227             |
| 2018 | 209            | 86              |
| 2019 | 149            | 133             |
| 2020 | 199            | 97              |
| 2021 | 345            | 157             |
| 2022 | 963            | 607             |
| 2023 | 931            | 77              |

Bibiane Schoofs (Rhenen, 13 mei 1988) is een tennisspeelster uit Nederland. Op 5 juli 2014 trad zij in het huwelijk – daarna speelde zij tot september 2016 onder de naam Bibiane Weijers. In december 2016 werd zij nationaal enkelspelkampioene onder de naam Schoofs.
Zij heeft acht ITF-toernooien in het enkelspel op haar naam geschreven, waarvan drie in 2011. In het dubbelspel heeft zij 23 ITF-toernooizeges, waarvan vier in 2018. Op haar 29e won zij haar eerste WTA-titel in het dubbelspel, op het Challenger-toernooi van Mumbai 2017. In januari 2018 won zij haar eerste WTA-titel in het dubbelspel op International-niveau op het toernooi van Auckland. Tot op heden(juni 2024) won zij vijf WTA-dubbelspeltitels, de meest recente in 2024 in Rosmalen,

## Loopbaan

### Jeugd
Schoofs startte met tennis met haar vader in Veenendaal toen zij vier jaar oud was. Op haar zesde werd zij lid van de Koninklijke Nederlandse Lawn Tennis Bond en toen zij acht jaar was, had zij haar eerste districtskampioenschap gewonnen. In 2000 versloeg zij Michaëlla Krajicek tijdens het Nederlands Jeugdkampioenschap.
Schoofs trainde met het Nederlandse nationale team tot haar 18e. In die jaren won zij verscheidene jeugdtoernooien, zowel op nationaal als op internationaal niveau. Op haar 14e won zij de Europese en de wereldtitel (meisjes tot en met veertien jaar) met het nationale team (Michaëlla Krajicek en Marrit Boonstra). Begin 2006 stond zij nummer 14 op de juniorenranglijst van de ITF. Tegen de tijd dat zij 17 was, had zij al op alle vier grandslamtoernooien gespeeld. In 2003 speelde zij haar eerste wedstrijd voor het Nederlandse junior-Fed Cup-team.

### 2011
Dit jaar brak Schoofs door. Zij won de ITF-toernooien van Antalya, Montpellier en Middelburg. Na plaatsing via kwalificatie debuteerde Schoofs op 19 oktober 2011 op een WTA-toernooi: het toernooi van Luxemburg; zij won in de eerste ronde verrassend van Angelique Kerber uit Duitsland, die op dat moment 170 plaatsen hoger stond op de WTA-ranglijst, met 2-6, 6-2 en 6-1. In de tweede ronde trof Schoofs Rebecca Marino uit Canada. Ook deze wedstrijd trok Schoofs naar zich toe, met 1-6, 6-1 en 7-5. Hiermee stond Schoofs in de kwartfinale, waar zij in twee sets verloor van de Britse Anne Keothavong.

### 2012
Schoofs nam deel aan de kwalificatiewedstrijden voor het WTA-toernooi van Auckland, maar verloor van Mónica Puig met 6-2, 6-7 en 4-6, terwijl zij met 6-2, 5-4 en daarna nog met 6-2, 6-7, 3-0 voor stond. Vervolgens nam zij, voor het eerst in haar carrière, deel aan de kwalificatieronde van een grandslamtoernooi, het Australian Open in dit geval. Schoofs wist verrassend Jaroslava Sjvedova uit Kazachstan na een lange partij te verslaan: 6-4, 3-6 en 11-9. In de tweede ronde was de druk van de Russin Irina Chromatsjova te groot, en Schoofs verloor met 2-6 en 4-6.
Bij de Fed Cup, het tennistoernooi van landenteams, speelde Schoofs vier wedstrijden. Zij won van Julia Glushko en Anne Keothavong (van wie zij in Luxemburg in 2011 nog verloor), maar moest het, mede wegens vermoeidheid, afleggen tegen Maria João Koehler en Anett Kontaveit. Na de Fed Cup liep Schoofs een bovenbeenblessure op die haar twee maanden aan de kant hield.
Zij maakte haar rentree op het ITF-toernooi van Civitavecchia in Italië. Zij bereikte de tweede ronde; hierin verloor zij van María Teresa Torró Flor. In de daaropvolgende week speelde zij een toernooi in Tunis, Tunesië. Hier versloeg zij twee Turkse speelsters, Çağla Büyükakçay en Pemra Özgen, beiden in twee sets in de eerste twee ronden. In de derde ronde wist zij de winning streak van Ana Savić te doorbreken, zij won eenvoudig met 6-1 en 6-3. Savić had 25 partijen op rij gewonnen voor haar nederlaag tegen Schoofs. Schoofs verloor in de halve finale in drie sets af tegen het Poolse talent Sandra Zaniewska.
Zij speelde ook het ITF-toernooi van Saint-Gaudens. Hier haalde zij twee overwinningen op Melanie Oudin en Edina Gallovits-Hall. Zij verloor in de kwartfinale van de voormalige nummer 15 van de wereld, Aravane Rezaï, met 5-7 en 2-6.
Schoofs probeerde zich eind mei te kwalificeren voor Roland Garros. Zij moest het echter in drie sets afleggen tegen de Oezbeekse Akgul Amanmuradova, 7-6, 5-7 en 5-7.
Schoofs probeerde zich ook te kwalificeren voor het hoofdtoernooi van het WTA-toernooi van Birmingham. In de eerste kwalificatieronde verloor zij in twee sets van Melanie Oudin, 4-6 en 6-7. Dit was haar eerste wedstrijd op gras in zeven jaar.
Op Wimbledon probeerde Schoofs zich opnieuw te kwalificeren. Zij ontdeed zich eenvoudig van de Bulgaarse Dia Evtimova en de Chinese Zheng Saisai in de eerste twee ronden. Zij bereikte voor het eerst de laatste kwalificatieronde van een grandslamtoernooi. Tegen de Kroatische Mirjana Lučić had Schoofs kansen om te winnen, maar zij liet drie setpunten onbenut in de eerste set en daar kwam zij niet meer overheen. Zij verloor met 5-7 en 4-6.
Schoofs kreeg een onverwachte nederlaag te verwerken bij het ITF-toernooi in het Zweedse Ystad. Zij werd in drie sets verslagen door de onbekende Oostenrijkse Nicole Rottmann. Zij zei achteraf dat zij moeite had met de omschakeling van gras naar gravel en dat zij een beetje last had van haar been.
Op het ITF-toernooi van Versmold (Duitsland) ging het beter. Weer eenmaal gewend aan haar favoriete ondergrond gravel, stuurde zij Anaïs Laurendon, Letícia Costas Moreira en Kristina Mladenovic naar huis in twee sets. In de halve finale verloor zij in drie sets van de voormalig nummer 36 van de wereld, Anastasija Sevastova.

### 2013
Een voetblessure hield Schoofs lang aan de kant, zij miste het ITF-seizoen dit jaar. Bij haar rentree in december klopte Schoofs op het Nederlands Kampioenschap verrassend Michaëlla Krajicek in de eerste ronde. Zij strandde uiteindelijk in de halve finale.

### 2014
Schoofs won, na de kwalificatieronden te hebben overleefd, het ITF-toernooi van Antalya (Turkije). Zij probeerde weer zich te kwalificeren voor het US Open maar verloor in de eerste kwalificatieronde van Anna-Lena Friedsam met 6-0 en 6-3. Ook dit seizoen was Schoofs niet gevrijwaard van blessures waardoor zij veel toernooien miste. In december verloor zij het NK in Rotterdam in de finale in twee sets van Richèl Hogenkamp.

### 2015
Schoofs won het ITF-toernooi van Amstelveen.

### 2016
Begin 2016 verloor Schoofs de finale van het ITF-toernooi in Glasgow. Privé-perikelen zorgden voor een dieptepunt op persoonlijk vlak, maar Schoofs richtte zich op en ging aan de slag met haar nieuwe coach Sven Vermeulen. Schoofs kwam sterk terug en de nieuwe samenwerking bleek ook succesvol. Zij won voor het tweede jaar op rij het ITF-toernooi van Amstelveen. In december werd zij nationaal kampioen in het damesenkelspel door Arantxa Rus op haar negende (!) matchpoint te verslaan in een spannende finale.

### 2017
In 2017 speelde Schoofs vijf finales van ITF-toernooien. Zij won er, net als de laatste drie jaren, één: Altenkirchen (Duitsland). Met deze prestaties kwam zij terug in de top 250 van de ranglijst.
In het vrouwendubbelspel won zij dit jaar voor het eerst sinds 2012 weer een ITF-toernooi, drie stuks zelfs. Daarnaast won zij met haar partner Victoria Rodríguez haar eerste WTA-toernooi. Ook in het dubbelspel kwam zij daarmee terug in de top 200 van de ranglijst.

### 2018
2018 begon goed in het dubbelspel voor Schoofs. Zij won op haar eerste toernooi van dit kalenderjaar meteen de titel op het WTA-toernooi van Auckland – samen met haar partner, vijfvoudig grandslamkampioen Sara Errani – door het als eerste geplaatste Japanse duo Eri Hozumi en Miyu Kato te verslaan. Door deze overwinning kwam Schoofs de top 100 van het vrouwendubbelspel binnen.
Bij de kwalificaties voor het Australian Open versloeg Schoofs in de tweede ronde de nummer 119 van de wereld, de als zevende geplaatste Britse Naomi Broady met 7-6, 6-2, maar zij verloor in de derde en laatste ronde van Ivana Jorović met 6-3, 6-3. Schoofs steeg twee plaatsen op de WTA-enkelspelranglijst en stond daarmee voor het eerst sinds oktober 2017 weer in de top 200.
Terug in Europa zette Schoofs haar zegereeks in het dubbelspel voort met een derde overwinning op rij, ditmaal samen met de Belgische Ysaline Bonaventure. Zij wonnen het ITF-toernooi van Andrézieux-Bouthéon door in de finale te winnen van het Italiaans-Belgische koppel Camilla Rosatello en Kimberley Zimmermann met 4-6, 7-5 en [10-7]. Vervolgens won zij in februari haar vierde vrouwendubbelspel op rij op het ITF-toernooi van Loughborough, samen met Michaëlla Krajicek. In de finale versloegen zij Tara Moore en Conny Perrin met 6-7, 6-1 en [10-6].
Bij het ITF-toernooi in het Italiaanse Santa Margherita di Pula verloor Schoofs in de halve finale van het enkelspel in drie sets van de als tweede geplaatste Myrtille Georges, maar ze won het dubbelspel – samen met haar partner Chantal Škamlová versloeg ze het duo Chiara Scholl/Jelena Simić in de finale met 6-2, 3-6 en [10-7]. Het was het vierde dubbelspeltoernooi dat Schoofs op haar naam wist te brengen dit kalenderjaar.
In het Franse Cagnes-sur-Mer won zij met 6-3, 6-4 van lijstaanvoerder Carina Witthöft, de nummer 59 van de wereld. Uiteindelijk strandde zij in de kwartfinales tegen de Tunesische nummer 154 van de wereld, Ons Jabeur. Vervolgens nam Schoofs deel aan de kwalificaties voor Roland Garros – zij verloor in de tweede kwalificatieronde in twee sets (4-6 en 6-7) van de Duitse Tamara Korpatsch.
In juni deed Schoofs, met een wildcard, voor het eerst mee aan het grastoernooi in Rosmalen. Zij klopte in de eerste ronde de nummer 75 van de wereld Carina Witthöft, die zij in Cagnes-sur-Mer in mei van dit jaar ook al versloeg, met 6-4 en 7-5. In de tweede ronde verloor zij vervolgens (5-7 en 2-6) van de Servische Aleksandra Krunić, de nummer zeven van de plaatsingslijst.
Op Wimbledon kwam Schoofs niet door de kwalificaties heen in het enkelspel. In het dubbelspel echter versloeg zij in de tweede kwalificatieronde samen met haar Belgische partner Ysaline Bonaventure het als eerste in de kwalificaties geplaatste koppel Geuer en Golubic met 6-4 en 6-0 en veroverde daarmee een plek in de eerste ronde van het vrouwendubbelspel. De eerste ronde was meteen het eindstation – Schoofs en Bonaventure verloren met 4-6 en 1-6 van het als zevende geplaatste koppel Chan en Yang.
In juli bereikte Schoofs op het ITF-toernooi in Versmold (Duitsland) de halve finales en verloor daarin met 6-1, 6-3 van de Servische Olga Danilović. Vervolgens speelde zij ITF-toernooien in Tsjechië en (2x) Duitsland waarna zij afreisde naar het US Open om daar de kwalificaties te spelen – hier strandde zij al snel door met 6-3, 6-2 te verliezen van Ysaline Bonaventure.
In oktober lukte het Schoofs zich via de kwalificaties te plaatsen voor het hoofdtoernooi van het WTA-toernooi in Hong Kong. De loting wees uit dat ze het in de eerste ronde tegen een andere Nederlandse, Lesley Kerkhove, moest opnemen. Ze verloor met 6-4, 6-0. Na Hong Kong speelde ze nog het ITF-toernooi in Joue-les-Tours, waar ze de kwartfinales haalde.
De laatste drie toernooien van tennisjaar 2018 werkte Schoofs af in Azië. Bij zowel de WTA125 in Mumbai (India) als het ITF100K-toernooi in Shenzhen (China) verloor ze van dezelfde top50-tegenspeelster, de als eerste geplaatste. Maar bij het WTA125-toernooi in Taipei (Taiwan) zette Schoofs het beste resultaat van 2018 neer door zonder setverlies de halve finales te halen. Daarin was de als tweede geplaatste speelster van het toernooi net een maatje te groot.
Bij het Nederlands kampioenschap in december ten slotte plaatste Schoofs zich voor de finale waarin ze het op zou nemen tegen Lesley Kerkhove. Schoofs moest zich echter kort tevoren helaas ziek afmelden.

### 2019
Schoofs, die het seizoen startte als nummer 174 van de wereldranglijst, begon 2019 goed door zich door drie kwalificatierondes heen te slaan en zich zo te plaatsen voor het hoofdtoernooi van Auckland, Nieuw-Zeeland. In de eerste ronde moest haar Belgische opponente Alison Van Uytvanck na zeven games opgeven met een enkelblessure. In de tweede ronde strandde Schoofs na een spannende wedstrijd tegen de nummer 87 van de wereld, de Canadese Eugenie Bouchard: 6-7, 6-4 en 6-4.
In maart won zij samen met landgenote Lesley Kerkhove het dubbelspel van het ITF-toernooi in Mâcon. In juni bereikte zij de dubbelspelfinale van het WTA-toernooi van Rosmalen, samen met Kerkhove.

### 2020
In maart bereikte Schoofs de dubbelspelfinale van het WTA-toernooi van Lyon, weer met (Pattinama-)Kerkhove.
In augustus bereikte Schoofs met Rosalie van der Hoek de halve finale in het dubbelspel op het WTA-toernooi van Palermo door in de kwartfinale het duo Eikeri/Lechemia met 6-4 en 6-3 te verslaan. De halve finale was het eindstation op dit toernooi.
In oktober mocht Schoofs aantreden in de eerste ronde van het vrouwendubbelspel op Roland Garros, samen met Lesley Pattinama-Kerkhove. Helaas was de eerste ronde ook meteen het eindstation.

### 2023,2024
Vijf jaar na haar vorige titel won Schoofs weer een WTA-dubbelspeltitel, op het toernooi van Lyon, aan de zijde van de Spaanse Cristina Bucșa. In mei won zij de dubbelspeltitel in Saint-Malo, met de Belgische Greet Minnen aan haar zijde. In juni 2024 won zij de dubbelspeltitel op het WTA-toernooi van Rosmalen, geflankeerd door de Estische Ingrid Neel.

### Tennis in teamverband
In de periode 2012–2023 maakte Schoofs deel uit van het Nederlandse Fed Cup-team – zij vergaarde daar een winst/verlies-balans van 6–10.

## Palmares
| Legenda                 |
| ----------------------- |
| Grandslamtoernooi       |
| Olympische Spelen       |
| Year-End Championships  |
| Premier Mandatory       |
| Premier Five / WTA 1000 |
| Premier / WTA 500       |
| International / WTA 250 |
| Challenger / WTA 125    |

### WTA-finaleplaatsen vrouwendubbelspel
| nr.              | finale     | toernooi       | ondergrond    | partner                   | tegenstandsters                         | score            |         |
| ---------------- | ---------- | -------------- | ------------- | ------------------------- | --------------------------------------- | ---------------- | ------- |
| gewonnen finales |            |                |               |                           |                                         |                  |         |
| 1.               | 2017-11-26 | WTA Mumbai     | hardcourt     | Victoria Rodríguez        | Dalila Jakupović Irina Chromatsjova     | 7-5, 3-6, [10-7] | details |
| 2.               | 2018-01-07 | WTA Auckland   | hardcourt     | Sara Errani               | Eri Hozumi Miyu Kato                    | 7-5, 6-1         | details |
| 3.               | 2023-02-05 | WTA Lyon       | hardcourt (i) | Cristina Bucșa            | Olga Danilović Aleksandra Panova        | 7-6, 6-3         | details |
| 4.               | 2023-05-06 | WTA Saint-Malo | gravel        | Greet Minnen              | Ulrikke Eikeri Eri Hozumi               | 7-6, 7-6         | details |
| 5.               | 2024-06-16 | WTA Rosmalen   | gras          | Ingrid Neel               | Tereza Mihalíková Olivia Nicholls       | 7-6, 6-3         | details |
| verloren finales |            |                |               |                           |                                         |                  |         |
| 1.               | 2018-11-03 | WTA Mumbai     | hardcourt     | Barbora Štefková          | Natela Dzalamidze Veronika Koedermetova | 4-6, 6-7         | details |
| 2.               | 2019-06-16 | WTA Rosmalen   | gras          | Lesley Kerkhove           | Shuko Aoyama Aleksandra Krunić          | 5-7, 3-6         | details |
| 3.               | 2020-03-08 | WTA Lyon       | hardcourt (i) | Lesley Pattinama-Kerkhove | Laura-Ioana Paar Julia Wachaczyk        | 5-7, 4-6         | details |
| 4.               | 2024-03-03 | WTA Austin     | hardcourt     | Katarzyna Kawa            | Olivia Gadecki Olivia Nicholls          | 2-6, 4-6         | details |

### Gewonnen ITF-toernooien enkelspel
| nr. | finale     | toernooi     | dotatie | tegenstandster in finale | score         |
| --- | ---------- | ------------ | ------- | ------------------------ | ------------- |
| 1.  | 2010-08-29 | Enschede     | $10.000 | Nicola Geuer             | 6-1, 6-2      |
| 2.  | 2011-03-13 | Antalya      | $10.000 | Daniëlle Harmsen         | 6-0, 4-6, 6-3 |
| 3.  | 2011-06-19 | Montpellier  | $25.000 | Letícia Costas Moreira   | 6-4, 6-4      |
| 4.  | 2011-07-03 | Middelburg   | $25.000 | Lesley Kerkhove          | 7-6, 6-1      |
| 5.  | 2014-04-20 | Antalya      | $10.000 | Sandra Hönigová          | 6-0, 6-3      |
| 6.  | 2015-07-12 | Amstelveen   | $10.000 | Karen Barbat             | 6-4, 3-6, 6-1 |
| 7.  | 2016-07-10 | Amstelveen   | $10.000 | Arianne Hartono          | 6-7, 6-4, 6-3 |
| 8.  | 2017-02-19 | Altenkirchen | $25.000 | Quirine Lemoine          | 7-5, 7-5      |

### Gewonnen ITF-toernooien dubbelspel
| nr. | finale     | toernooi                 | dotatie   | partner                    | tegenstandsters in finale               | score            |
| --- | ---------- | ------------------------ | --------- | -------------------------- | --------------------------------------- | ---------------- |
| 1.  | 2005-10-16 | Tucumán                  | $10.000   | Agustina Lepore            | Lucia Jaro-Lozano Denise Kirbijikian    | 6-1, 7-5         |
| 2.  | 2006-05-07 | Bournemouth              | $10.000   | Marrit Boonstra            | Maya Gaverova Anastasia Poltoratskaya   | 6-4, 1-6, 6-4    |
| 3.  | 2007-09-23 | Limoges                  | $10.000   | Stella Menna               | Adeline Goncalves Gracia Radovanovic    | 6-4, 6-1         |
| 4.  | 2007-12-08 | Havana                   | $10.000   | Monika Krauze              | Yamile Fors-Guerra Yanet Nunez-Mojarena | 6-4, 6-4         |
| 5.  | 2008-08-17 | Versmold                 | $10.000   | Samantha Schöffel          | Nicola Geuer Laura Haberkorn            | 4-6, 7-6, [10-5] |
| 6.  | 2008-11-09 | Le Havre                 | $10.000   | Samantha Schöffel          | Ana Bezjak Neda Kozić                   | 6-3, 6-1         |
| 7.  | 2010-09-12 | Alphen aan den Rijn      | $25.000   | Daniëlle Harmsen           | Ksenia Lykina Irena Pavlovic            | 6-3, 6-2         |
| 8.  | 2011-03-12 | Antalya                  | $10.000   | Daniëlle Harmsen           | Jevgenija Pasjkova Maria Zharkova       | 6-3, 7-5         |
| 9.  | 2012-09-30 | Clermont-Ferrand         | $25.000   | Diāna Marcinkēviča         | Samantha Murray Jade Windley            | 6-3, 6-0         |
| 10. | 2017-07-08 | Middelburg               | $25.000   | Valentini Grammatikopoulou | Naiktha Bains Dasha Ivanova             | 6-7, 7-5, [10-5] |
| 11. | 2017-07-30 | Horb                     | $25.000   | Lesley Kerkhove            | Ágnes Bukta Isabella Shinikova          | 7-5, 6-3         |
| 12. | 2017-08-11 | Koksijde                 | $25.000   | Ankita Raina               | Marie Benoît Magali Kempeny             | 3-6, 6-3, [11-9] |
| 13. | 2018-01-26 | Andrézieux-Bouthéon      | $60.000   | Ysaline Bonaventure        | Camilla Rosatello Kimberley Zimmermann  | 4-6, 7-5, [10-7] |
| 14. | 2018-02-10 | Loughborough             | $25.000   | Michaëlla Krajicek         | Tara Moore Conny Perrin                 | 6-7, 6-1, [10-6] |
| 15. | 2018-04-14 | Santa Margherita di Pula | $25.000   | Chantal Škamlová           | Chiara Scholl Jelena Simić              | 6-2, 3-6, [10-7] |
| 16. | 2018-10-19 | Joué-lès-Tours           | $25.000   | Magdalena Fręch            | Miriam Kolodziejová Jesika Malečková    | 5–7, 6–2, [10–3] |
| 17. | 2019-03-03 | Mâcon                    | $25.000   | Lesley Kerkhove            | Claudia Giovine Angelica Moratelli      | 6–2, 6–4         |
| 18. | 2020-02-02 | Nonthaburi               | $25.000   | Ankita Raina               | Supapitch Kuearum Mananchaya Sawangkaew | 6-4, 6-2         |
| 19. | 2020-02-08 | Nonthaburi               | $25.000   | Ankita Raina               | Miyabi Inoue Kang Jiaqi                 | 6-2, 3-6, [10-7] |
| 20. | 2021-02-14 | Potchefstroom            | $25.000   | Lesley Pattinama-Kerkhove  | Naomi Broady Eden Silva                 | 4-6, 6-3, [10-6] |
| 21. | 2021-10-31 | Istanbul                 | $25.000   | Jasmijn Gimbrère           | Maja Chwalińska Miriam Kolodziejová     | 6-2, 6-4         |
| 22. | 2023-09-10 | Tokio                    | $ 100.000 | Jessika Ponchet            | Alicia Barnett Olivia Nicholls          | 4-6, 6-1, [10-7] |
| 23. | 2023-10-29 | Poitiers                 | $ 80.000  | Jessika Ponchet            | Jekaterina Maklakova Jelena Pridankina  | 7-5, 6-4         |

## Resultaten grandslamtoernooien
| Legenda | Legenda                          |
| ------- | -------------------------------- |
| g.t.    | geen toernooi gehouden           |
| l.c.    | lagere categorie                 |
| –       | niet deelgenomen                 |
| G       | uitgeschakeld in de groepsfase   |
| 1R      | uitgeschakeld in de eerste ronde |
| 2R      | uitgeschakeld in de tweede ronde |
| 3R      | uitgeschakeld in de derde ronde  |
| 4R      | uitgeschakeld in de vierde ronde |
| KF      | uitgeschakeld in de kwartfinale  |
| HF      | uitgeschakeld in de halve finale |
| F       | de finale verloren               |
| W       | het toernooi gewonnen            |
| w-v     | winst/verlies-balans             |

### Enkelspel
geen deelname

### Vrouwendubbelspel
| Australian Open | –  | –    | 1R |
| Roland Garros   | –  | 1R   | –  |
| Wimbledon       | 1R | g.t. |    |
| US Open         | –  | –    |    |